# 20415 Amandalu
A 20415 Amandalu (ideiglenes jelöléssel 1998 RL61) a Naprendszer kisbolygóövében található aszteroida. A LINEAR projekt keretében fedezték fel 1998. szeptember 14-én.